# نشانه بیور
نشانهٔ بیوِر (انگلیسی: Beevor's sign) یک نشانهٔ پزشکی است که در آن ناف با خم کردن گردن به سمت سر حرکت می‌کند که نشان دهنده ضعف انتخابی عضلات پایین شکم است. علل ایجاد نشانهٔ بیوِر عبارتند از آسیب به طناب نخاعی، اسکلروز جانبی آمیوتروفیک (ALS) و دیستروفی ماهیچه‌ای چهره‌ای‌کتفی‌بازویی (FSHD). این نشانهٔ پزشکی به افتخار چارلز ادوارد بیوِر، متخصص مغز و اعصاب بریتانیایی (۱۸۵۴–۱۹۰۸) که نخستین بار آن را توصیف کرد، نامگذاری شده است.
نشانهٔ بیوِر مشخصه آسیب نخاعی بین سطوح T9 و T10 است.